# Associazione Calcio Fiorentina 1935-1936
Questa voce raccoglie le informazioni riguardanti l'Associazione Calcio Fiorentina nelle competizioni ufficiali della stagione 1935-1936.

## Stagione

Giuseppe Bigogno da giocatore.

La Fiorentina non riesce a riconfermarsi ai livelli degli anni precedenti, concludendo il campionato al 12º posto, pur non essendo mai stata in zona retrocessione.
Il 26 dicembre 1935 la Fiorentina fa il suo debutto in Coppa Italia, regolando con un 8-0 la Sestrese in quella che ancor oggi resta la massima vittoria viola in questa competizione. La squadra viola viene eliminata solo in semifinale contro la futura vincitrice del trofeo (il Torino). Da questa stagione vengono identificati i capitani della squadra di calcio: Giuseppe Bigogno sarà il primo capitano viola.
Il 16 giugno 1935 la Fiorentina disputa la prima gara ufficiale a livello internazionale, vincendo a Budapest sull'Újpesti, in Coppa dell'Europa Centrale.

## Rosa
| N. |                   | Ruolo | Calciatore                  |
| -- | ----------------- | ----- | --------------------------- |
|    | Italia (bandiera) | P     | Ugo Amoretti                |
|    | Italia (bandiera) | P     | Gino Baggiani               |
|    | Italia (bandiera) | D     | Lorenzo Gazzari             |
|    | Italia (bandiera) | D     | Giuseppe Bigogno (capitano) |
|    | Italia (bandiera) | D     | Mario Pizziolo              |
|    | Italia (bandiera) | D     | Italo Pizziolo              |
|    | Italia (bandiera) | D     | Bruno Neri                  |
|    | Italia (bandiera) | D     | Renzo Magli                 |
|    | Italia (bandiera) | D     | Cesare Del Torto            |
|    | Italia (bandiera) | D     | Tullio Duimovich            |
|    | Italia (bandiera) | C     | Achille Piccini             |
|    | Italia (bandiera) | C     | Ermes Borsetti              |
|    | Italia (bandiera) | C     | Aldo Querci                 |

| N. |                     | Ruolo | Calciatore               |
| -- | ------------------- | ----- | ------------------------ |
|    | Italia (bandiera)   | C     | Cherubino Comini         |
|    | Uruguay (bandiera)  | C     | Carlos Gringa            |
|    | Italia (bandiera)   | C     | Cesare Augusto Fasanelli |
|    | Italia (bandiera)   | A     | Geo Bortolini            |
|    | Italia (bandiera)   | A     | Mario Perazzolo          |
|    | Ungheria (bandiera) | A     | János Nehadoma           |
|    | Italia (bandiera)   | A     | Cinzio Scagliotti        |
|    | Italia (bandiera)   | A     | Mario Mannelli           |
|    | Italia (bandiera)   | A     | Arrigo Morselli          |
|    | Italia (bandiera)   | A     | Alfonso Negro            |
|    | Italia (bandiera)   | A     | Italo Romagnoli          |
|    | Italia (bandiera)   | A     | Vinicio Viani            |

## Risultati

### Serie A

#### Girone di andata
| Arbitro: | Gianelli (Genova) |

|                                                     |           |           |
| Mian 15’ Colaussi I 44’ Busidoni 48’, 71’ Rocco 75’ | Marcatori | 5’ Gringa |

| Arbitro: | Dattilo (Roma) |

|  |           |             |
|  | Marcatori | 35’ Fedullo |

| Arbitro: | Bertolio (Torino) |

|           |           |  |
| Arnoni 8’ | Marcatori |  |

| Arbitro: | Gondola (Fiume) |

|            |           |              |
| Gringa 19’ | Marcatori | 90’ Poggi II |

| Arbitro: | Scorzoni (Bologna) |

|                                              |           |  |
| Rossetti 15’ Sallustro I 23’ Busoni 28’, 41’ | Marcatori |  |

| Arbitro: | Scotto (Savona) |

|                |           |                 |
| Scagliotti 55’ | Marcatori | 21’ Varglien II |

| Arbitro: | Mattea (Torino) |

|  |           |            |
|  | Marcatori | 34’ Gringa |

| Arbitro: | Barlassina (Milano) |

|              |           |  |
| Morselli 22’ | Marcatori |  |

| Arbitro: | Gianelli (Genova) |

|                     |           |                                          |
| Bonesini 72’ (rig.) | Marcatori | 10’ Morselli 70’ Borsetti 78’ Scagliotti |

| Arbitro: | Mastellari (Bologna) |

|                            |           |                        |
| Scagliotti 1’ Borsetti 18’ | Marcatori | 3’ Rossini 31’ Ferrero |

| Arbitro: | Gonani (Ravenna) |

|                       |           |              |
| Gastaldi 1’ Notti 24’ | Marcatori | 12’ Borsetti |

| Arbitro: | Scarpi (Dolo) |

|  |           |                           |
|  | Marcatori | 16’ Gringa 43’ Scagliotti |

| Arbitro: | Caironi (Milano) |

|                             |           |              |
| Borsetti 52’ Scagliotti 62’ | Marcatori | 15’ Evaristo |

| Arbitro: | Turbiani (Ferrara) |

|                                               |           |  |
| Buscaglia 29’, 54’ Galli 50’ Bo 62’ Prato 87’ | Marcatori |  |

| Arbitro: | Scorzoni (Bologna) |

|                         |           |          |
| Negro 37’ Romagnoli 71’ | Marcatori | 4’ Piola |

#### Girone di ritorno
| Arbitro: | Mazza (Torre del Greco) |

|                                   |           |           |
| Romagnoli 21’, 25’ Scagliotti 26’ | Marcatori | 15’ Rocco |

| Arbitro: | Barlassina (Novara) |

|             |           |  |
| Sansone 27’ | Marcatori |  |

| Arbitro: | Mattea (Torino) |

|                                         |           |            |
| Gringa 16’ Scagliotti 54’ Romagnoli 67’ | Marcatori | 44’ Romani |

| Arbitro: | Gonani (Ravenna) |

|                        |           |  |
| Ciancamerla 90’ (rig.) | Marcatori |  |

| Arbitro: | Scarpi (Dolo) |

|                             |           |  |
| Scagliotti 18’ Morselli 34’ | Marcatori |  |

| Torino 1º marzo 1936 21ª giornata | Juventus           | 0 – 0 | Fiorentina | Stadio Benito Mussolini\| Arbitro: \| Scorzoni (Bologna) \| |
| Arbitro:                          | Scorzoni (Bologna) |       |            |                                                             |

| Arbitro: | Turbiani (Ferrara) |

|               |           |                             |
| Perazzolo 89’ | Marcatori | 32’ Cattaneo 48’ Scaramelli |

| Arbitro: | Caironi (Milano) |

|                           |           |  |
| Boltri 62’ Schiavetta 88’ | Marcatori |  |

| Arbitro: | Galeati (Bologna) |

|                         |           |               |
| Gringa 58’ Morselli 74’ | Marcatori | 82’ Piccaluga |

| Bari 29 marzo 1936 25ª giornata | Bari              | 0 – 0 | Fiorentina | Stadio della Vittoria\| Arbitro: \| Bertolio (Torino) \| |
| Arbitro:                        | Bertolio (Torino) |       |            |                                                          |

| Firenze 12 aprile 1936 26ª giornata | Fiorentina         | 0 – 0 | Alessandria | Stadio Giovanni Berta\| Arbitro: \| Scorzoni (Bologna) \| |
| Arbitro:                            | Scorzoni (Bologna) |       |             |                                                           |

| Arbitro: | Mastellari (Bologna) |

|                                   |           |                                        |
| Scagliotti 72’ (rig.) Bigogno 84’ | Marcatori | 30’ Meazza 51’ Ferrari 53’ De Vincenzi |

| Arbitro: | Mauri (Como) |

|                           |           |                   |
| Libonatti 24’ Esposto 90’ | Marcatori | 14’, 46’ Borsetti |

| Arbitro: | Scotto (Savona) |

|  |           |                           |
|  | Marcatori | 52’ Buscaglia 62’ Ussello |

| Arbitro: | Bertone (Torino) |

|              |           |  |
| Gabriotti 6’ | Marcatori |  |

### Coppa Italia
| Firenze 26 dicembre 1935 Sedicesimi di finale - Gara unica                                         | Fiorentina | 8 – 0 | Sestrese | Stadio Giovanni Berta |
| \| \| \| \| \| Mannelli 33’, 70’ Romagnoli 43’, 55’, 79’ Nehadoma 69’, 75’, 89’ \| Marcatori \| \| |            |       |          |                       |
| |            |       |          |                       |
| Mannelli 33’, 70’ Romagnoli 43’, 55’, 79’ Nehadoma 69’, 75’, 89’                                   | Marcatori  |       |          |                       |

| Firenze 19 gennaio 1936 Ottavi di finale - Gara unica                      | Fiorentina | 3 – 0 | Genova 1893 | Stadio Giovanni Berta |
| \| \| \| \| \| Nehadoma 38’ Romagnoli 77’ Perazzolo 83’ \| Marcatori \| \| |            |       |             |                       |
|                                                                            |            |       |             |                       |
| Nehadoma 38’ Romagnoli 77’ Perazzolo 83’                                   | Marcatori  |       |             |                       |

| Torino 24 maggio 1936 Quarti di finale - Gara unica                                       | Juventus  | 1 – 3                                   | Fiorentina | Stadio Benito Mussolini |
| \| \| \| \| \| Varglien II 16’ \| Marcatori \| 30’ Perazzolo 83’ Scagliotti 86’ Comini \| |           |                                         |            |                         |
|                                                                                           |           |                                         |            |                         |
| Varglien II 16’                                                                           | Marcatori | 30’ Perazzolo 83’ Scagliotti 86’ Comini |            |                         |

| Torino 31 maggio 1936 Semifinale - Gara unica                  | Torino    | 2 – 0 | Fiorentina | Stadio Filadelfia |
| \| \| \| \| \| Filippo Prato 28’ Silano 86’ \| Marcatori \| \| |           |       |            |                   |
|                                                                |           |       |            |                   |
| Filippo Prato 28’ Silano 86’                                   | Marcatori |       |            |                   |

### Coppa dell'Europa Centrale
| Budapest 16 giugno 1935 Ottavi di finale - andata       | Újpesti   | 0 – 2                 | Fiorentina |  |
| \| \| \| \| \| \| Marcatori \| 19’ Comini 36’ Gringa \| |           |                       |            |  |
|                                                         |           |                       |            |  |
|                                                         | Marcatori | 19’ Comini 36’ Gringa |            |  |

| Firenze 23 giugno 1935 Ottavi di finale - ritorno                                            | Fiorentina | 4 – 3                   | Újpesti | Stadio Giovanni Berta |
| \| \| \| \| \| Fasanelli 27’, 43’, 82’ Comini 47’ \| Marcatori \| 28’, 49’ Avar 69’ Seres \| |            |                         |         |                       |
|                                                                                              |            |                         |         |                       |
| Fasanelli 27’, 43’, 82’ Comini 47’                                                           | Marcatori  | 28’, 49’ Avar 69’ Seres |         |                       |

| Praga 30 giugno 1935 Quarti di finale - andata                                                               | Sparta    | 7 – 1      | Fiorentina | Stadio Evžen Rošický |
| \| \| \| \| \| Faczinek 24’, 60’, 85’ Nejedlý 40’, 53’ Kalocsay 58’ Braine 58’ \| Marcatori \| 57’ Gringa \| |           |            |            |                      |
| |           |            |            |                      |
| Faczinek 24’, 60’, 85’ Nejedlý 40’, 53’ Kalocsay 58’ Braine 58’                                              | Marcatori | 57’ Gringa |            |                      |

| Firenze 7 luglio 1935 Quarti di finale - ritorno                                     | Fiorentina | 3 – 1       | Sparta | Stadio Giovanni Berta |
| \| \| \| \| \| Viani 30’ (rig.), 51’ (rig.) Negro 35’ \| Marcatori \| 57’ Zajíček \| |            |             |        |                       |
|                                                                                      |            |             |        |                       |
| Viani 30’ (rig.), 51’ (rig.) Negro 35’                                               | Marcatori  | 57’ Zajíček |        |                       |

## Statistiche

### Statistiche di squadra
| Competizione               | Punti | In casa | In casa | In casa | In casa | In casa | In casa | In trasferta | In trasferta | In trasferta | In trasferta | In trasferta | In trasferta | Totale | Totale | Totale | Totale | Totale | Totale | DR  |
| Competizione               | Punti | G       | V       | N       | P       | Gf      | Gs      | G            | V            | N            | P            | Gf           | Gs           | G      | V      | N      | P      | Gf     | Gs     | DR  |
| -------------------------- | ----- | ------- | ------- | ------- | ------- | ------- | ------- | ------------ | ------------ | ------------ | ------------ | ------------ | ------------ | ------ | ------ | ------ | ------ | ------ | ------ | --- |
| Serie A                    | 27    | 15      | 7       | 4       | 4       | 22      | 17      | 15           | 3            | 3            | 9            | 10           | 25           | 30     | 10     | 7      | 13     | 32     | 42     | -10 |
| Coppa Italia               |       | 2       | 2       | 0       | 0       | 11      | 0       | 2            | 1            | 0            | 1            | 3            | 3            | 4      | 3      | 0      | 1      | 14     | 3      | +11 |
| Coppa dell'Europa Centrale |       | 2       | 2       | 0       | 0       | 7       | 4       | 2            | 1            | 0            | 1            | 3            | 7            | 4      | 3      | 0      | 1      | 10     | 11     | -1  |
| Totale                     |       | 19      | 11      | 4       | 4       | 40      | 21      | 19           | 5            | 3            | 11           | 16           | 35           | 38     | 16     | 7      | 15     | 56     | 56     | 0   |

### Statistiche dei giocatori
| Giocatore     | Serie A  | Serie A | Coppa Italia | Coppa Italia | Coppa dell'Europa Centrale | Coppa dell'Europa Centrale | Totale   | Totale |
| Giocatore     | Presenze | Reti    | Presenze     | Reti         | Presenze                   | Reti                       | Presenze | Reti   |
| ------------- | -------- | ------- | ------------ | ------------ | -------------------------- | -------------------------- | -------- | ------ |
| U. Amoretti   | 28       | 0       | 0            | 0            | 4                          | 0                          | 32       | 0      |
| G. Baggiani   | 2        | 0       | 4            | 0            | 0                          | 0                          | 6        | 0      |
| G. Bigogno    | 28       | 1       | 1            | 0            | 3                          | 0                          | 32       | 1      |
| E. Borsetti   | 19       | 6       | 3            | 0            | 0                          | 0                          | 22       | 6      |
| G. Bortolini  | 0        | 0       | 0            | 0            | 0                          | 0                          | 0        | 0      |
| C. Comini     | 3        | 0       | 2            | 1            | 3                          | 2                          | 8        | 3      |
| C. Del Torto  | 0        | 0       | 1            | 0            | 0                          | 0                          | 1        | 0      |
| T. Duimovich  | 0        | 0       | 1            | 0            | 0                          | 0                          | 1        | 0      |
| C. Fasanelli  | 5        | 0       | 2            | 0            | 4                          | 3                          | 11       | 3      |
| L. Gazzari    | 30       | 0       | 0            | 0            | 3                          | 0                          | 33       | 0      |
| C. Gringa     | 26       | 6       | 2            | 0            | 4                          | 2                          | 32       | 8      |
| R. Magli      | 29       | 0       | 2            | 0            | 4                          | 0                          | 35       | 0      |
| M. Mannelli   | 0        | 0       | 2            | 2            | 0                          | 0                          | 2        | 2      |
| A. Morselli   | 23       | 4       | 2            | 0            | 0                          | 0                          | 25       | 4      |
| A. Negro      | 3        | 0       | 0            | 0            | 1                          | 1                          | 4        | 1      |
| J. Nehadoma   | 3        | 0       | 2            | 4            | 1                          | 0                          | 6        | 4      |
| B. Neri       | 27       | 1       | 1            | 0            | 4                          | 0                          | 32       | 1      |
| M. Perazzolo  | 30       | 1       | 3            | 2            | 3                          | 0                          | 36       | 3      |
| A. Piccini    | 2        | 0       | 3            | 0            | 1                          | 0                          | 6        | 0      |
| M. Pizziolo   | 28       | 0       | 4            | 0            | 4                          | 0                          | 36       | 0      |
| I. Pizziolo   | 1        | 0       | 2            | 0            | 0                          | 0                          | 3        | 0      |
| A. Querci     | 3        | 0       | 2            | 0            | 1                          | 0                          | 6        | 0      |
| I. Romagnoli  | 13       | 5       | 2            | 3            | 0                          | 0                          | 15       | 8      |
| C. Scagliotti | 27       | 8       | 2            | 1            | 1                          | 0                          | 30       | 9      |
| U. Terzani    | 0        | 0       | 1            | 0            | 0                          | 0                          | 1        | 0      |
| V. Viani      | 0        | 0       | 0            | 0            | 3                          | 2                          | 3        | 2      |